# Sean Cameron Michael

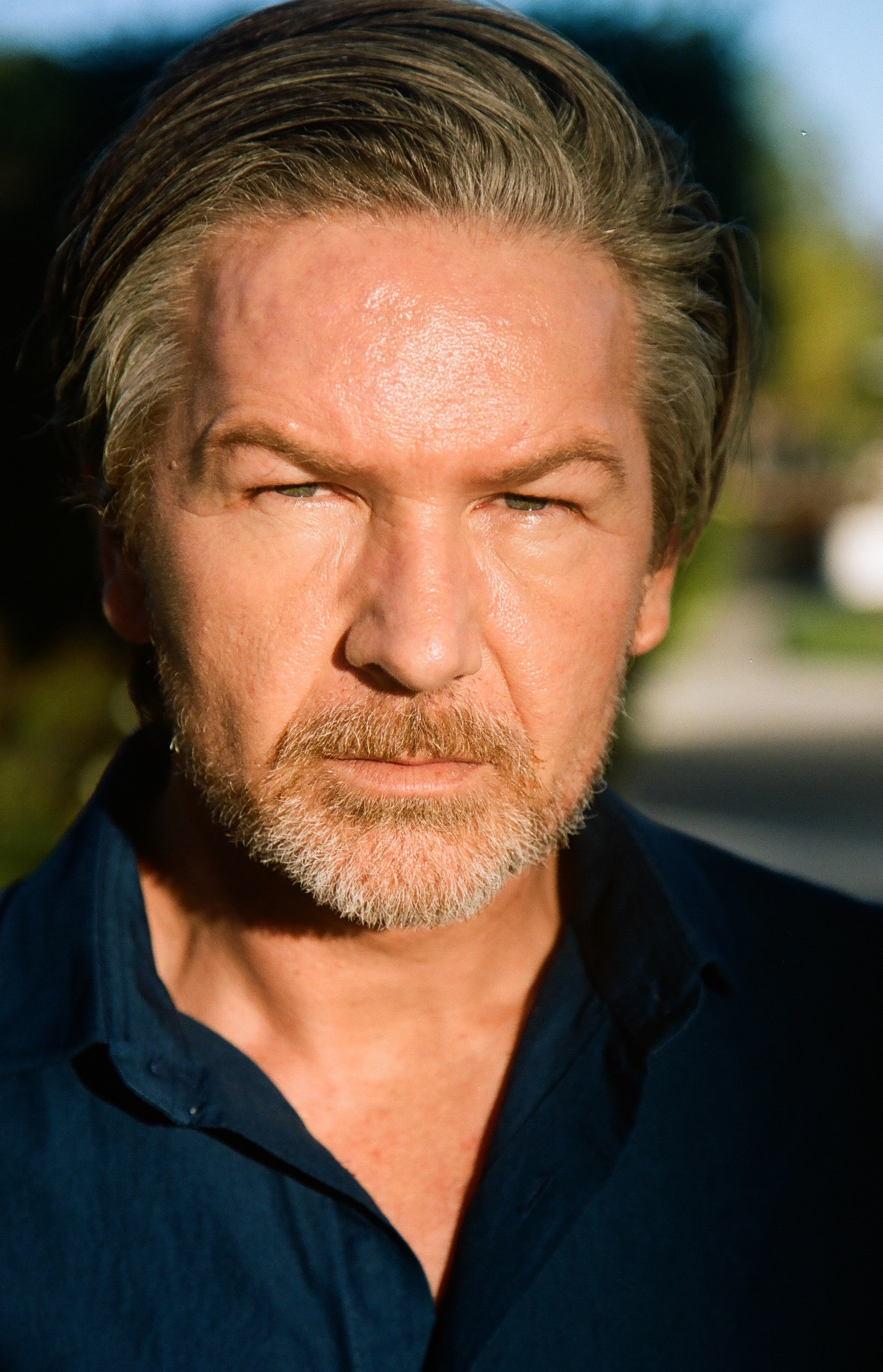
Sean Cameron Michael (2009)

Sean Cameron Michael (* 24. Dezember 1969 in Kapstadt) ist ein südafrikanischer Schauspieler.

## Leben und Karriere
Sein Fernsehdebüt gab Michael 1993 in den Fernseh-Mini-Serie Death in the Family als Warder. Sein Filmdebüt gab er 1994 in dem Film Im Netz der Begierde, in dem er als Kellner zu sehen ist. 1998 verkörperte er einen Soldaten in der Familienkomödie Ernest geht zum Militär. In Shark Attack 2 spielte er einen Nachrichtensprecher und 2002 im vierten Teil der Home-Alone-Filmreihe Kevin – Allein gegen alle verkörperte Michael einen Polizisten. Es folgten kleinere Rollen in dem Fernsehfilm Supernova – Wenn die Sonne explodiert, Invictus – Unbezwungen (2009) neben Matt Damon und Morgan Freeman als Zeugwart oder als Sinclar in Albert Schweitzer – Ein Leben für Afrika. 2010 ist er als Journalist in Das Geheimnis der Wale und als Ira in Lost Boys: The Thirst zu sehen. Sein Engagement im Thriller Safe House findet im Abspann keine Erwähnung.
In dem Actionfilm Death Race: Inferno (2012), verkörperte Michael die Rolle des New Doctor und spielte neben Tanit Phoenix ein weiteres Mal vor der Kamera. In dieser Direct-to-DVD-Produktion stand er mit Danny Trejo, Luke Goss und Ving Rhames vor der Kamera.
Ferner stand er für die Produktionen The Girl (als Robert Burks), My Sight for Sore Eyes (als Priester) und Jimmy in Pink (als Vater von Buk) vor der Kamera.

## Filmografie (Auswahl)
- 1994: Im Netz der Begierde (Woman of Desire)
- 1998: Ernest geht zum Militär (Ernest in the Army)
- 2002: Kevin – Allein gegen alle (Home Alone 4)
- 2005: Supernova – Wenn die Sonne explodiert (Supernova)
- 2005: Bermuda Dreieck – Tor zu einer anderen Zeit (The Triangle) Miniserie
- 2008: 24: Redemption
- 2008: Allan Quatermain and the Temple of Skulls
- 2009: Invictus – Unbezwungen (Invictus)
- 2009: Albert Schweitzer – Ein Leben für Afrika (Albert Schweitzer)
- 2010: Das Geheimnis der Wale
- 2010: Lost Boys: The Thirst
- 2012: Safe House
- 2012: The Girl
- 2013: Death Race: Inferno (Death Race 3: Inferno)
- 2013: Jimmy in Pink
- 2013: The Challenger
- 2014: The Salvation – Spur der Vergeltung (The Salvation)
- 2014–2015: Black Sails (Fernsehserie, 10 Folgen)
- 2017: Blood Drive (Fernsehserie)
- 2019: Deep State (Fernsehserie, 3 Folgen)
- 2020: The Last Days of American Crime